# Martin Lüning
Martin Lüning (* 12. August 1955 in Paderborn) ist ein deutscher Fernseh- und Bühnenschauspieler.

## Leben
Lüning wuchs in der Gemeinde Schlangen in Nordrhein-Westfalen auf und absolvierte nach der Schulzeit seinen Bundeswehrdienst. Anschließend studierte er Architektur an der Technischen Hochschule Ostwestfalen-Lippe in Detmold. Nach seinem Abschluss fand er eine Anstellung als Architekt in der Nähe von München, wo er für einige Jahre arbeitete, bis er eine Ausbildung als Immobilienmakler begann, die er nach neun Monaten abschloss.
Während seiner beruflichen Tätigkeit als Makler besuchte er zwischen 1990 und 1993 das Bliss-Theaterstudio in München, wo er von Konrad Kerschner ausgebildet wurde. 1991 gab Lüning sein Bühnendebüt als Kellner in Satres Geschlossene Gesellschaft in einer Inszenierung von Kerschner am Theater im Westend in München.
Ab 1992 hatte er über 30 Theater-Engagements, darunter am Theater Blaue Maus, im Black Box, Gasteig, an der Ludwig-Thoma-Bühne, auf der Bühne Alter Südfriedhof, auf der Bühne Schwere Reiter sowie im Theater HochX. Von 1997 bis 1998 absolvierte er ein Sprechtraining bei Eleonore van Hoogstraten und von 1998 bis 2000 den Lehrgang Präsenz auf der Bühne bei Hiro Uchiyama. Zwischen 1998 und 2003 hatte er mehrere Auftritte bei den satirischen Showlesungen des brasilianischen Schriftstellers Zé do Rock.
Von 1997 bis 1998 wirkte Lüning in drei Folgen von Vorsicht Falle! und 1999 im Kurzspielfilm Dolphins von Farhad Yawari mit. Dieser Film wurde ohne Dialoge gedreht und auf mehreren internationalen Festivals gezeigt. Es folgten Auftritte in den Fernsehserien Aktenzeichen XY … ungelöst, Polizeiruf 110, Marienhof, Forsthaus Falkenau, Der Alte sowie Hubert und Staller. 2009 hatte er eine Rolle im Film Hinter Kaifeck.
2023 veröffentlichte Lüning das Buch Wo die Strothe einen Bogen macht: Mackes Geschichten.

## Filmografie
- Vorsicht Falle (Beitrag Giftgeschenk), 1997
- Vorsicht Falle (Beitrag Fahrverbot), 1997
- Vorsicht Falle (Beitrag Reisekasse), 1998
- Marienhof (Folge 1085), 1998
- Marienhof (Folge 1235), 1999
- Forsthaus Falkenau (Fernsehserie Folge Eine schöne Schweinerei), 1999
- Aktenzeichen XY … ungelöst (Beitrag Fulda-Tramp), 1999
- Streit um Drei, 1999
- Wie war ich, Doris? (Fernsehserie Folge Achtung, die Genossen kommen), 1999
- Polizeiruf 110 (Fernsehserie Folge Bruderliebe), 1999
- Dolphins, 1999
- Aktenzeichen XY … ungelöst (Beitrag Feuer-Geld), 2002
- Aktenzeichen XY … ungelöst (Beitrag Berlin Messi),  2005
- Marienhof (Folgen 2914–2918), 2006
- Hedwig – Die Vernissage, 2007
- Stehen gelassene Frauen, 2008
- Marienhof (Folge 3332), 2008
- Aktenzeichen XY … ungelöst (Beitrag Die Daltons), 2008
- Ein Haus voller Töchter (Fernsehserie Folge Make my Day), 2009
- Padermann rettet die Welt, 2009
- Hinter Kaifeck, 2009
- Geschichten Großer Geister, 2010
- Göttliche Funken, 2013
- Die Erstflug-Theorie (Webserie), 2017
- Hubert und Staller (Fernsehserie Folge Der Räucherschorsch dreht durch), 2017
- Aktenzeichen XY … ungelöst (Beitrag Schrot-Schuss), 2018
- Der Alte (Fernsehserie Folge Trügerische Liebe), 2020